# 塞兹-莫贝克
塞兹-莫贝克（法語：Sedze-Maubecq，法語發音：[sɛdz mobɛk]）是法国大西洋比利牛斯省的一个市镇，属于波城区。该市镇于1845年由原市镇塞兹（Sedze）和莫贝克（Maubecq）合并而成。

## 地理
塞兹-莫贝克（43°21'9"N, 0°7'32"W）面积7.61 平方千米，位于法国新阿基坦大区大西洋比利牛斯省，该省份为法国东南部省份，涵盖了贝阿恩与北巴斯克，西临大西洋比斯開灣，北至朗德省，东北接热尔省，东临上比利牛斯省，南与西班牙接壤。
与塞兹-莫贝克接壤的市镇（或旧市镇、城区）包括：贝阿恩附近维勒纳沃、贝代耶、莱斯普尔西、隆比亚、莫米。
塞兹-莫贝克的时区为UTC+01:00、UTC+02:00（夏令时）。

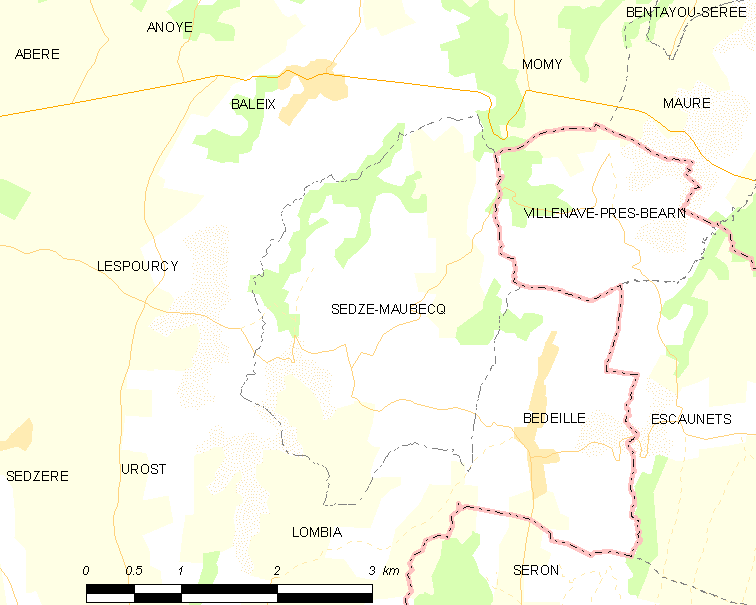
塞兹-莫贝克的OSM定位图

## 行政
塞兹-莫贝克的邮政编码为64160，INSEE市镇编码为64515。

## 政治
塞兹-莫贝克所属的省级选区为莫尔拉斯与蒙塔内雷斯地区县。

## 人口

1962-2008年间塞兹-莫贝克人口变化图示

塞兹-莫贝克于2022年1月1日时的人口数量为228人。